# Dichaetomyia vietnamensis
Dichaetomyia vietnamensis este o specie de muște din genul Dichaetomyia, familia Muscidae, descrisă de Shinonaga în anul 2000.
Este endemică în Vietnam. Conform Catalogue of Life specia Dichaetomyia vietnamensis nu are subspecii cunoscute.